# Ернст Цімер
Ернст Цімер (нім. Ernst Ziemer; 19 грудня 1911, Швірсен — 8 серпня 1986, Люнебург) — німецький офіцер, майор вермахту. Кавалер Лицарського хреста Залізного хреста з дубовим листям.

## Біографія
У 1931 році вступив на службу в 4-й піхотний полк. Під час Польської кампанії командував взводом. На початку 1940 року переведений в 94-й піхотний полк 32-ї піхотної дивізії, з яким брав участь у Французькій кампанії та Німецько-радянській війні. Бився в Дем'янському котлі та на озері Ільмень. З 1942 року командував спочатку 15-ю, потім 1-ю ротою свого полку. 17 вересня 1944 року переведений в резерв і з 1 грудня 1944 року до кінця війни служив викладачем у піхотному училищі в Деберіці.

## Нагороди
- Медаль «За вислугу років у Вермахті» 4-го класу (4 роки)
- Залізний хрест
  - 2-го класу (7 липня 1940 року)
  - 1-го класу (1 серпня 1940 року)
- Штурмовий піхотний знак у сріблі
- Лицарський хрест Залізного хреста з дубовим листям
  - лицарський хрест (14 грудня 1941 року)
  - дубове листя (№ 317; 2 листопада 1943 року)
- Медаль «За зимову кампанію на Сході 1941/42»
- Німецький хрест у золоті (13 листопада 1942 року)